# Bacillus oleronius
Bacillus oleronius Kuhnigk, 1995 è un batterio gram-negativo che appartenente alla famiglia Bacillaceae. Venne trovato nella parte posteriore del canale alimentare (dall'inglese: hindgut) delle termiti Reticulitermes santonensis. È stato trovato anche nell'acaro parassita della pelle umana, il Demodex folliculorum, e in quantità notevoli può essere correlato allo sviluppo di un tipo di acne rosacea.